# Lindsay Lohan's Beach Club
Lindsay Lohan's Beach Club é um reality show americano que estreou em 8 de janeiro de 2019 na MTV, estrelando a atriz e empresária americana Lindsay Lohan. A série centra-se na gestão de Lohan do seu clube de praia em Mykonos, na Grécia, seus atuais e futuros planos de carreira e as vidas profissionais dos funcionários do clube.
No Brasil, o programa é exibido pela MTV Brasil, e teve sua estreia dia 8 de janeiro de 2019, às 23h.
Em Portugal, o programa é exibido pela MTV Portugal, às quartas às 22.45h (dois episódios) e teve a sua estreia no dia 20 de fevereiro de 2019.

## Antecedentes
Em outubro de 2016, Lohan abriu sua primeira boate, em colaboração com seu ex-parceiro de negócios Dennis Papageorgiou, chamado Lohan Nightclub, em Atenas, na Grécia. Em maio de 2018, ela abriu um resort na ilha grega de Mykonos chamado "Lohan Beach House Mykonos" e mais tarde seu segundo resort em Ialyssos Beach, Rodes, chamado Lohan Beach House Rhodes.

## Elenco
- Lindsay Lohan
- Panos Spentzos

### Embaixadores da marca
- Aristotle Polites
- Gabi Andrews
- Billy Estevez
- Brent Marks
- Alex Moffitt[a]
- Mike Mulderrig
- Sara Tariq
- Jonitta Wallace
- Jules Wilson
- May Yassine

Notas do elenco
1. ↑  Alex se junta aos embaixadores no terceiro episódio.

## Episódios
| N.º | Título                                          | Exibição original       | Audiência (milhões) |
| --- | ----------------------------------------------- | ----------------------- | ------------------- |
| 1   | "Paradise Boss"                                 | 8 de janeiro de 2019    | 0.53                |
| 2   | "What Are Your Intentions"                      | 15 de janeiro de 2019   | 0.47                |
| 3   | "Lohan Rules"                                   | 22 de janeiro de 2019   | 0.44                |
| 4   | "Lindsay Steps In"                              | 29 de janeiro de 2019   | 0.51                |
| 5   | "Lindsay's Choice"                              | 4 de fevereiro de 2019  | 0.43                |
| 6   | "Crossing Lindsay"                              | 11 de fevereiro de 2019 | 0.39                |
| 7   | "Lindsay Flips The Script"                      | 18 de fevereiro de 2019 | 0,42                |
| 8   | "Do the LiLo"                                   | 25 de fevereiro de 2019 | 0,34                |
| 9   | "Love, Loss, and Lohan"                         | 4 de março de 2019      | 0,31                |
| 10  | "I Would Rather Be Anywhere But Here Right Now" | 11 de março de 2019     | 0,33                |
| 11  | "Mike Takes it Too Far"                         | 18 de março de 2019     | 0,42                |
| 12  | "Lindsay's Final Four"                          | 25 de março de 2019     | 0,41                |

## Recepção
A série recebeu críticas negativas dos críticos. No site de agregadores de revisão Rotten Tomatoes, a série tem uma classificação de aprovação de 17% com base em 12 avaliações, com uma classificação média de 5,0/10. O Metacritic, que usa uma média ponderada, atribuiu uma pontuação de 45 em 100 com base em 6 críticos, indicando "revisões mistas ou médias". Kristen Baldwin, da Entertainment Weekly, deu ao programa uma avaliação positiva afirmando que "Lohan está realmente jogando segundo violino para os aspirantes que parecem ter falhado em suas audições para 'O Desafio'." Em uma crítica mista, Daniel D'Addario, da Variety, afirmou que "O novo reality da MTV Lindsay Lohan’s Beach Club é um sucesso acidental", mas sentiu que o foco na vida da equipe "é insatisfatório".